# Kathy Harter
Kathleen Harter, detta Kathy (27 ottobre 1946), è un'ex tennista statunitense.

## Biografia
Durante la sua carriera giunse in finale nel doppio al Roland Garros nel 1976 perdendo contro la coppia composta da Fiorella Bonicelli e Gail Sherriff Lovera in tre set (6-4, 1-6, 6-3), la sua compagna nell'occasione era la tedesca Helga Niessen Masthoff. 
Nello stesso anno giunse in semifinale all'Australian Open del 1976 esibendosi in coppia con Wendy Turnbull. Nel singolo il suo miglior risultato furono le semifinali del Torneo di Wimbledon 1967 dove venne sconfitta in due set da Billie Jean King.
Ha fatto parte della squadra statunitense di Fed Cup nell'edizione del 1968 e nello stesso anno ha rappresentato gli Stati Uniti in Wightman Cup.